# No Particular Place to Go
No Particular Place to Go är en låt komponerad och framförd av Chuck Berry. Låten spelades in och släpptes 1964. Arrangemanget är samma som Berrys tidigare hitlåt "School Days", men låten har en helt annan text. Den handlar nu om en ung man som är ute och tar en biltur utan mål med sin tjej. Han får senare problem med tjejens bilbälte som fastnar när de vill ta en nattpromenad. Låten togs med på albumet St. Louis to Liverpool.
Låten har senare spelats in av George Thorogood, Status Quo och en svensk version av Thorleifs 1981. Även Björn Skifs spelade in denna 1980 under pseudonymen "Byfånarna" (som B-sida till singeln "Åsa Bodén").

Den finns med i filmerna Sgt. Bilko, Snow Dogs, Dag och natt och Cadillac Records.

## Listplaceringar
| Lista (1964)   | Position          |
| -------------- | ----------------- |
| Frankrike      | 15                |
| Irland         | 7                 |
| Kanada         | 6                 |
| Storbritannien | 3                 |
| Sverige        | 5 (Tio i topp)    |
| Sverige        | 11 (Kvällstoppen) |
| USA            | 10                |